# Bienenkorbofen
Ein Bienenkorbofen ist ein geschlossener Ofen, der zur Erzeugung von Koks genutzt wird. Der Ofen wurde in der Mitte des 18. Jahrhunderts in England entwickelt und ist somit eine der ältesten Ofenformen, die für die Kokserzeugung genutzt wurde. Die Bezeichnung Bienenkorbofen erhielt der Ofen wegen der Ähnlichkeit der ersten Modelle mit der Form eines Bienenkorbes.

## Aufbau
Der Ofen war komplett aus Ziegelsteinen gemauert und hatte eine, nach oben überwölbte und geschlossene, kreisrunde Verkokungskammer. Die Sohle des Ofens war leicht nach vorne geneigt. Später gab es auch Öfen mit ovalem oder eckigem Grundriss. Das gesamte Gemäuer um den Herd war mit einem Luftkanal umzogen, hierdurch wurden die zu verkokenden Kohlen auch vom Gewölbe her erhitzt. In der Mitte der Ofenkuppel befand sich ein als Chargieröffnung bezeichneter Durchbruch, der zur Befüllung der Verkokungskammer diente. Diese Chargieröffnung blieb während des Betriebes geschlossen. An der Vorderseite des Ofens war eine Tür angebracht, über die der fertige Koks aus dem Ofen herausgezogen wurde. Diese Tür bestand aus Eisen, es gab aber auch Öfen, bei denen diese Öffnung keine eiserne Tür hatte. Eine weitere seitliche Öffnung diente zur Ableitung der Rauchgase. Damit diese nicht ungelenkt ins Freie entweichen konnten, wurde diese Öffnung an eine Esse angeschlossen, über die die Rauchgase gezielt in die Atmosphäre abgeleitet wurden. An eine Esse wurden mehrere Öfen angeschlossen. Zur Regulierung der Luftzufuhr besaß der Ofen noch weitere Kontrollöffnungen, die rings um den Gewölbebogen der Tür angebracht waren. Bienenkorböfen hatten je nach Größe ein Fassungsvermögen von zwei bis vier Tonnen Steinkohle. Die Öfen wurden zu Koksofenbatterien von acht oder mehr Öfen zusammengefasst. Zur Befüllung der Öfen mit Kohle diente ein auf Schienen laufender fahrbarer Kohlenwagen. Mit Hilfe eines Schiebers an der Unterseite der Wagen wurden die Öfen über die Chargieröffnung gefüllt.

## Betrieb
Der Ofen wurde über die Chargieröffnung mit Kohle befüllt. Die im Ofen aufgehäufte Kohle wurde mit einer Harke glattgezogen, danach wurde die Befüllöffnung verschlossen. Beim ersten Verkokungsvorgang wurde die zu verkokende Kohle mit Holz oder glühenden Kohlen entzündet. Bei Öfen, die bereits längere Zeit in Betrieb waren, waren die Ofenwände so heiß, dass sich die Kohlen selbst entzündeten. Nach etwa einer Stunde stieg ein blasser, bläulicher Rauch aus den Öffnungen. Dass der Ofen in vollem Brand kam, erkannte man an einer kleinen Explosion. Die Kohle blieb nach dem Entzünden ungefähr fünf Stunden in Brand. Danach wurde die Ofentür luftdicht verschlossen, so dass nur noch im Kopf des Ofens Frischluft eintreten konnte. Die Fugen wurden mit einem aus scharfkantigen Sand hergestellten Mörtel verschmiert und abgedichtet. Bei Öfen ohne Tür wurde die Öffnung zugemauert. Nach etwa 48 bis 72 Stunden war der Koks fertig gebacken und konnte aus dem Ofen geholt werden. Hierfür wurde die rotglühende Koksmasse nach Öffnen der Tür durch Einspritzen von Wasser abgekühlt. Der noch heiße Koks wurde mit eisernen Gabeln und Hacken aus dem Ofen gezogen. 

## Rohstoffe und Produkte
Bienenkorböfen waren die ersten Koksöfen, die auch mit Feinkohlen beschickt werden konnten. Diese beim Abbau der Kohlen anfallenden Feinkohlen, als Fettschrot oder Grubenklein bezeichnet, galten vorher als Abfall und verblieben untertage. Durch den Betrieb der Bienenkorböfen konnten diese Feinkohlen noch vorteilhaft verwendet werden. Allerdings konnten nur vorzüglich backende Kohlen verwendet werden. Durch das Erhitzen beim Verkoken backten die Feinkohleteilchen zu Koks zusammen. Der mit Bienenkorböfen erzeugte Koks war metallisch glänzend und wurde von der Hüttenindustrie bevorzugt verwendet. Allerdings war die oberste Koksschicht jeder Ofenfüllung schwammig und nicht brauchbar. Aus diesem Grund wurde empfohlen, diesen Koks im Bienenkorbofen wieder zu verbrennen, hierdurch konnte die für den Verkokungsprozess benötigte Wärme erzeugt werden. Die anfallenden Nebenprodukte wurden anfangs nicht gewonnen. Erst viele Jahre später wurden die zusätzlich in der Kokskohle enthaltenen Stoffe beim Verkokungsprozess mitgewonnen.

## Probleme
Beim Betrieb der Bienenkorböfen kam es zu großen Problemen für die im Umfeld der Öfen arbeitenden Menschen und zu einer starken Belastung der Umwelt. Da beim Verkokungsvorgang die Kohlen zunächst brannten, entstand ein schwarzer Rauch. Dieser Rauch und die weiteren bei der Verkokung ins Freie geleiteten Dämpfe verqualmten die Umgebung. Die an den Koksöfen arbeitenden Arbeiter bekamen nach einiger Zeit Krankheiten wie bspw. einen Bronchialkatarrh. Der extreme Temperaturunterschied konnte zudem rheumatische Erkrankungen verursachen und durch umherfliegenden Kohlenstaub konnte sich bei den Arbeitern eine Kohlenstaublunge entwickeln. Außerdem litten die Arbeiter oft unter Augenentzündungen. Der aus den Öfen abfließende Teer verseuchte die Böden. Beim Ablöschen des Koks entstand Schwefelwasserstoff, der die Umwelt verschmutzte und die Arbeiter gefährdete.

## Modifikationen
Im Laufe der Jahre kam es zu verschiedenen Verbesserungen und Weiterentwicklungen des Bienenkorbofens. Ein besonderes Augenmerk lenkten die Ingenieure auf die Gewinnung der Nebenprodukte, insbesondere wollte man den bei der Verkokung entstehenden Teer und die Kohlenwasserstoffe gewinnen. Gegen Ende des 19. Jahrhunderts wurden in England Bienenkorböfen gebaut, mit denen man auch die Nebenprodukte gewinnen konnte. Um die Nebenprodukte besser zu gewinnen, versah die Firma Dr. C. Otto & Comp. die Bienenkorböfen der Bergwerksgesellschaft Hibernia und Shamrock mit Lufterhitzern. Die Verbrennungsprodukte wurden durch in der Ofensohle eingelassene Sohlenkanäle geleitet. Am 29. Juli des Jahres 1880 wurde ein Patent für einen Bienenkorbofen erteilt, bei dem die Abgase mittels Wasser abgekühlt wurden.